# Ora-ïto

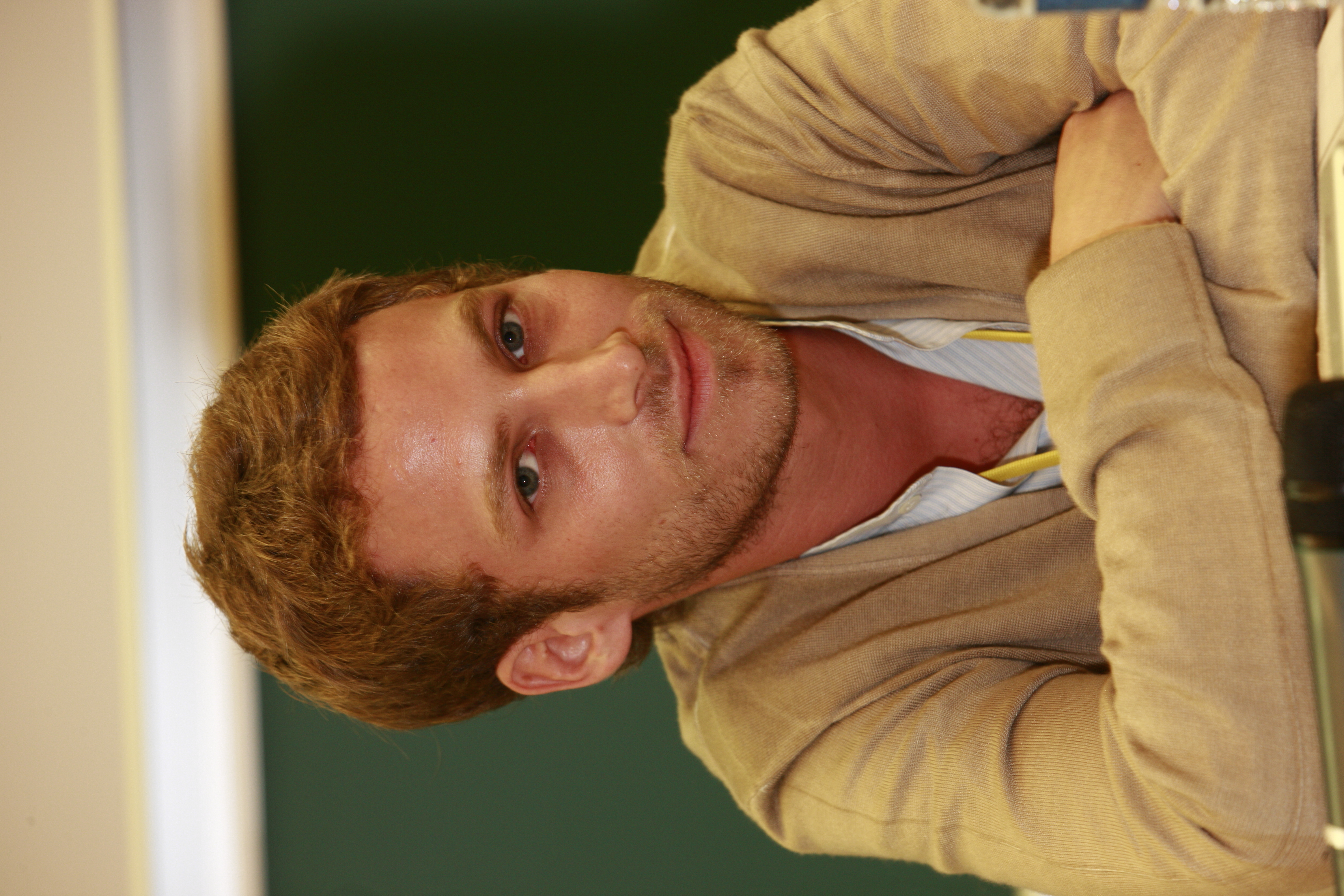
Ora-ïto

Ora-ïto, którego prawdziwe nazwisko brzmi Ito Morabito, urodzony 3 kwietnia 1977 roku w Marsylii, to francuski projektant. 
„Ora-Ïto” to nazwa handlowa jego prac i obejmuje projekty dla marek Swatch, Gorenje, czy Davidoff. 
Podstawową filozofią jego pracy projektowej jest Simplexity, a jego język projektowania można opisać jako minimalny z organicznymi elementami techno-futurystycznymi. W 2002 roku otrzymał Oscara opakowań za swoją aluminiową butelkę Heinekena.
Jest synem jubilera Pascala Morabito i siostrzeńcem architekta Yves Bayard. Jest właścicielem Fort Brégantin na wyspie Ratonneau  (l'île de Ratonneau).